# Arménia no Festival Eurovisão da Canção
A Arménia participou no Festival Eurovisão da Canção, até ao momento, 17 vezes, estreando-se em 2006 e estando ausente apenas duas vezes, em 2012 e 2021. Apesar de não pertencer à Europa, faz parte da EBU. Foi o primeiro país do Cáucaso a participar no Festival Eurovisão da Canção.

## Galeria

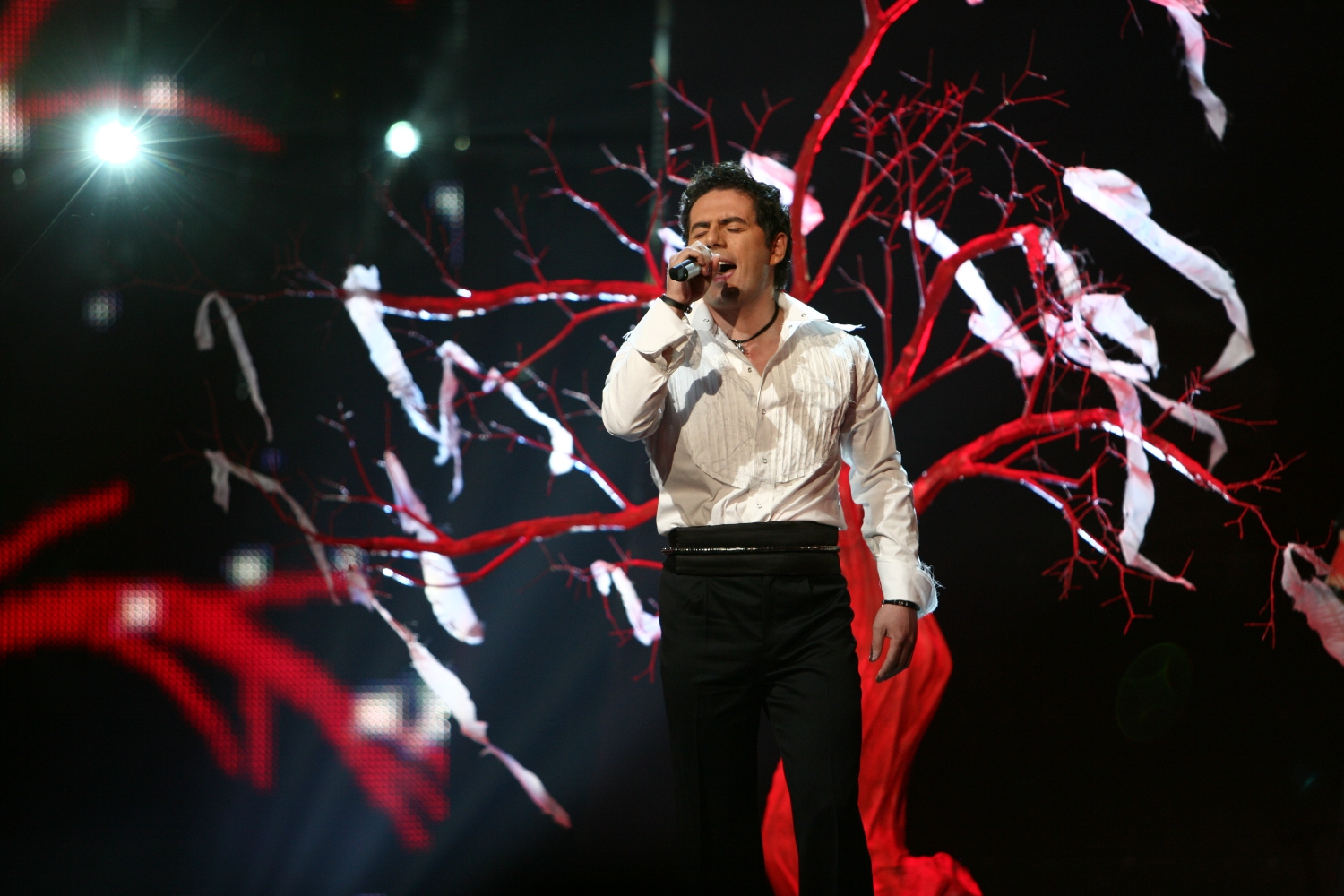
Hayko em Helsínquia (2007)
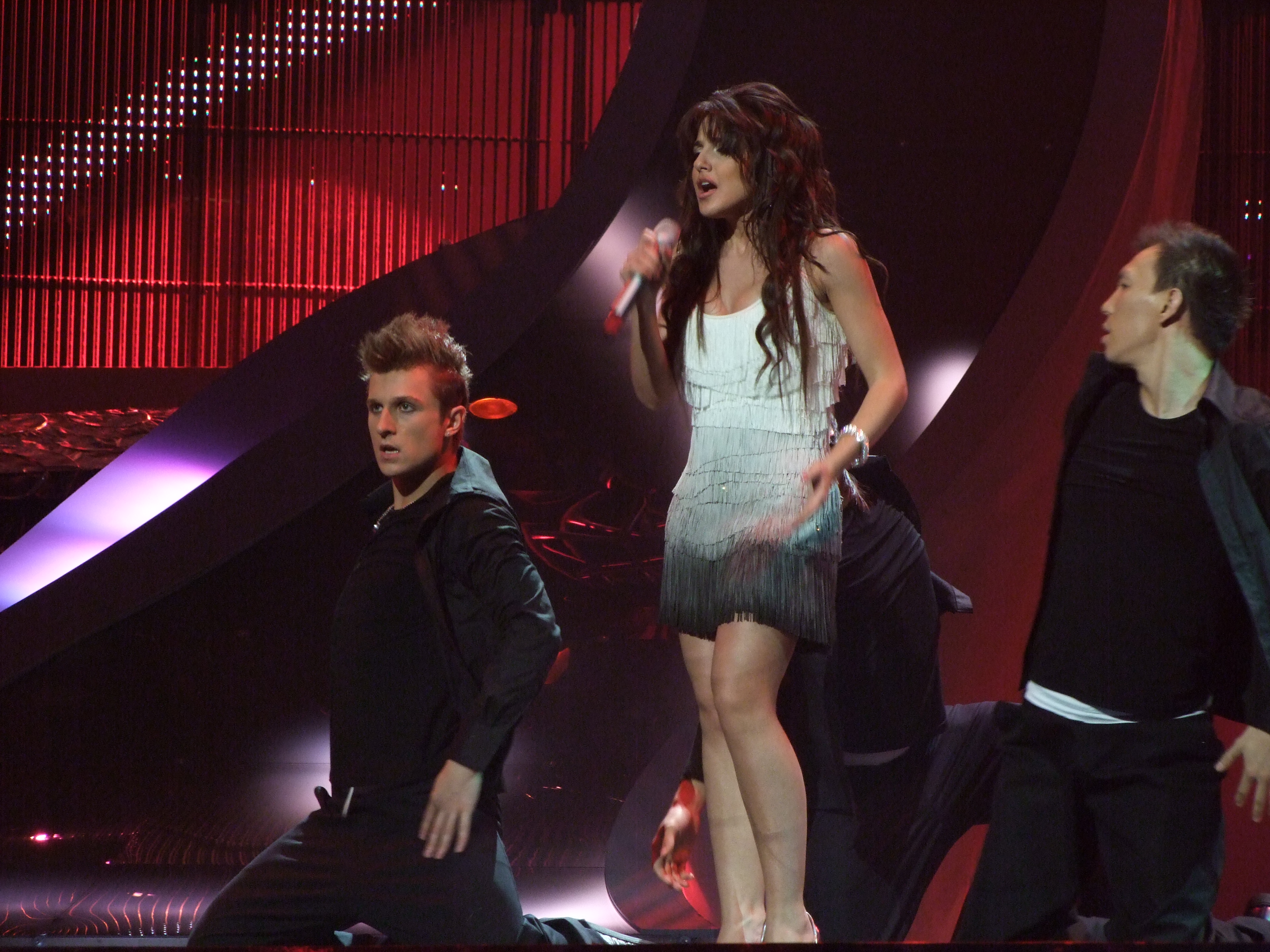
Sirusho em Belgrado (2008)
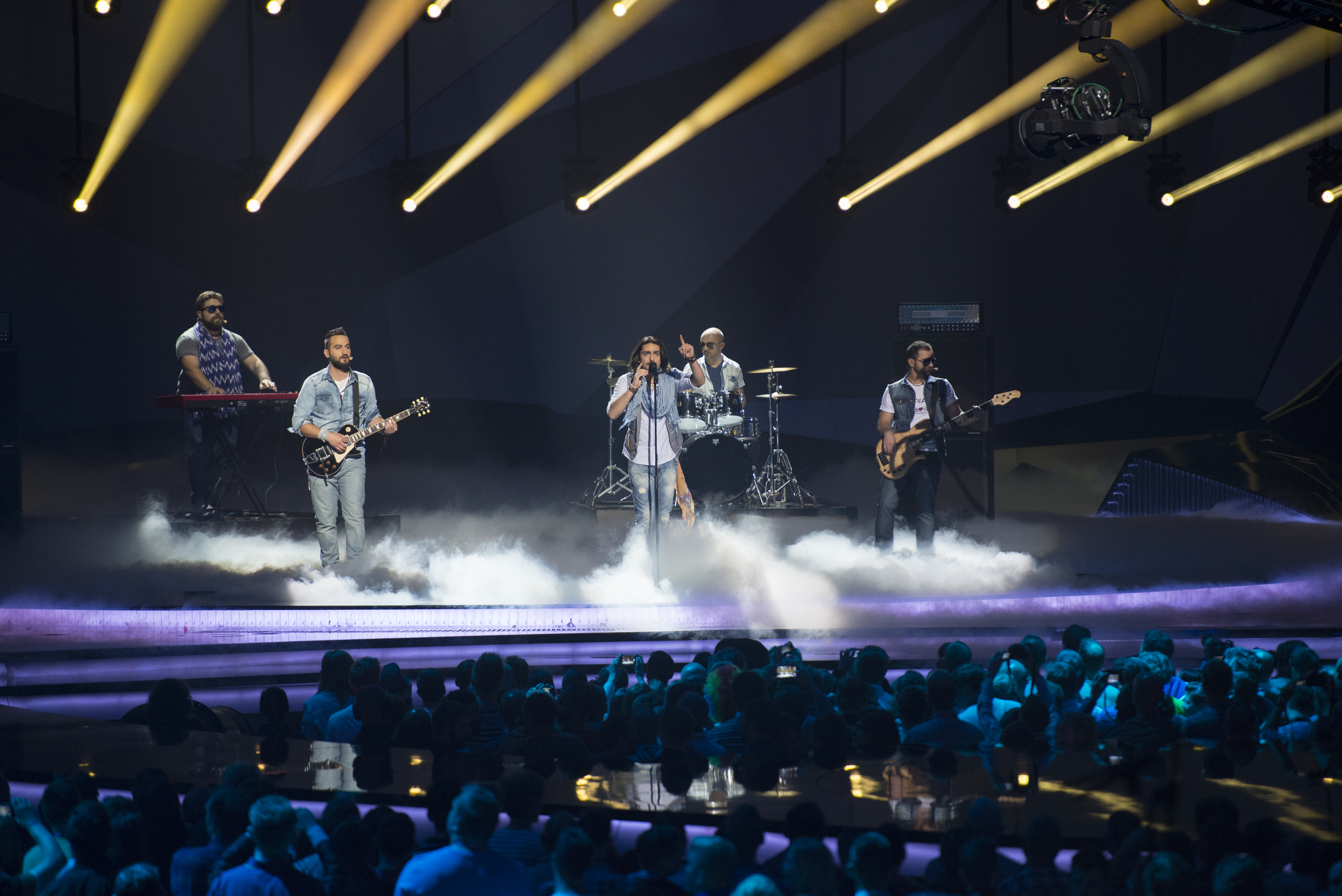
Gor Sujyan em Malmö (2013)
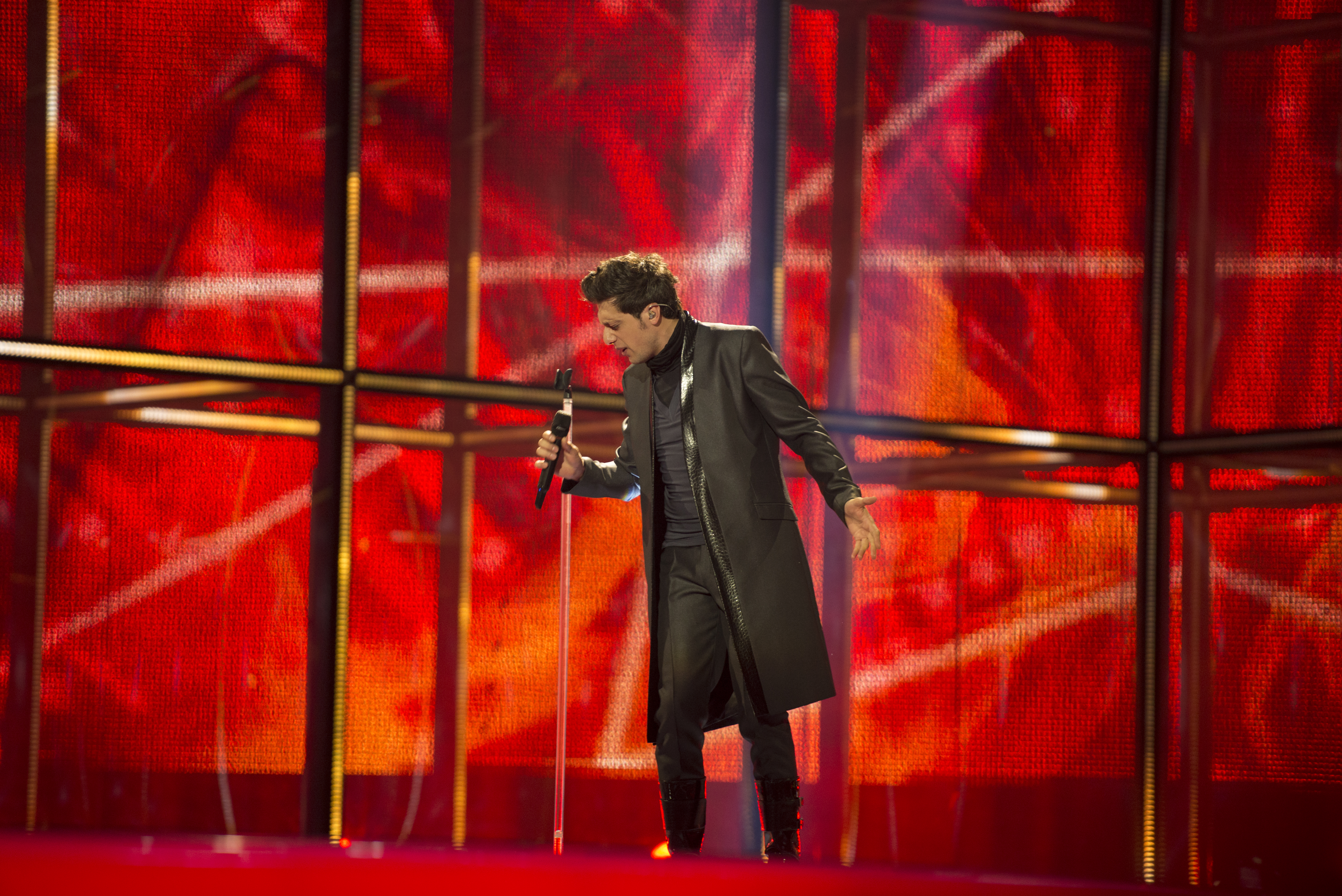
Aram Mp3 em Copenhaga (2014)
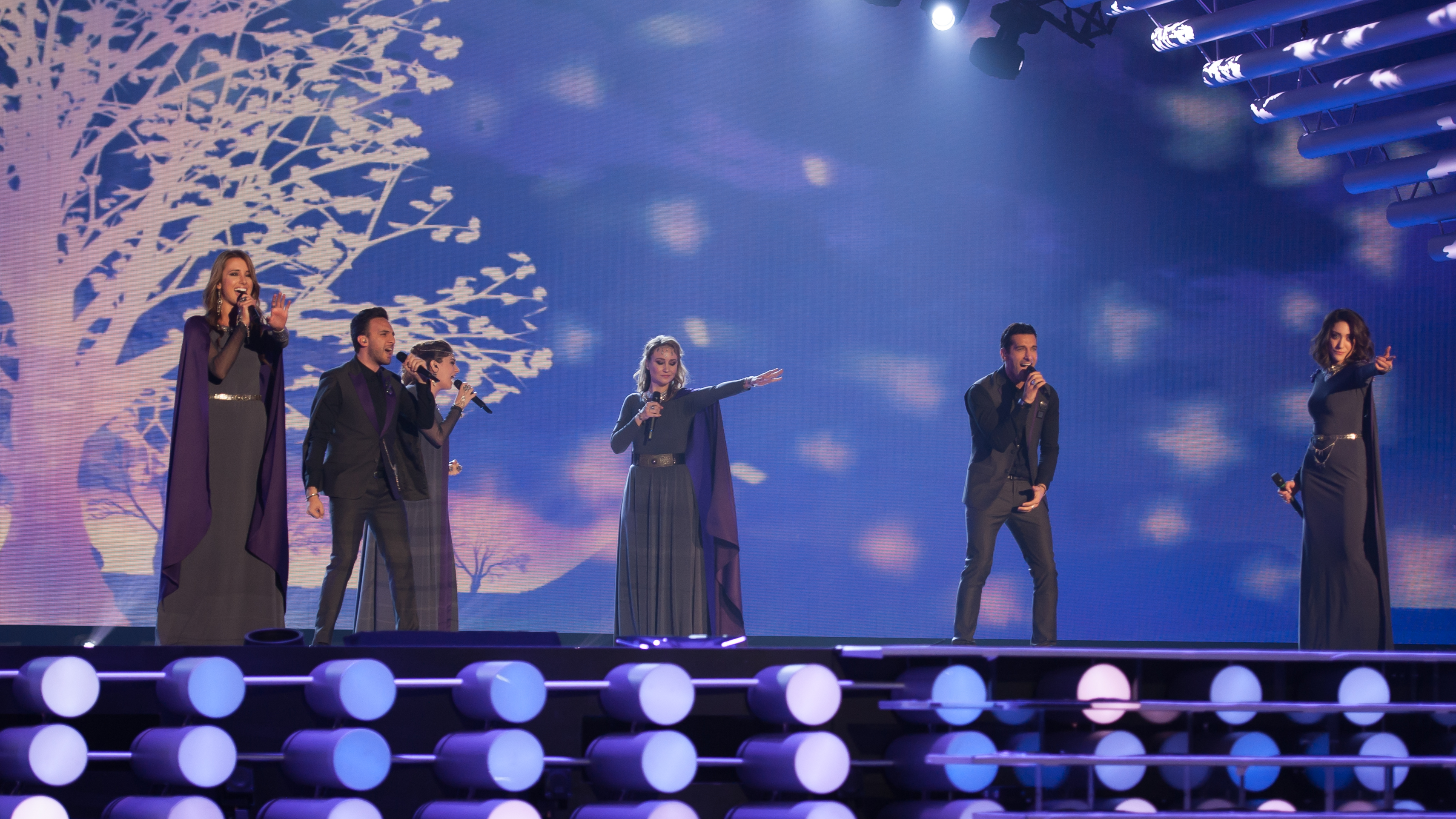
Genealogy em Viena (2015)
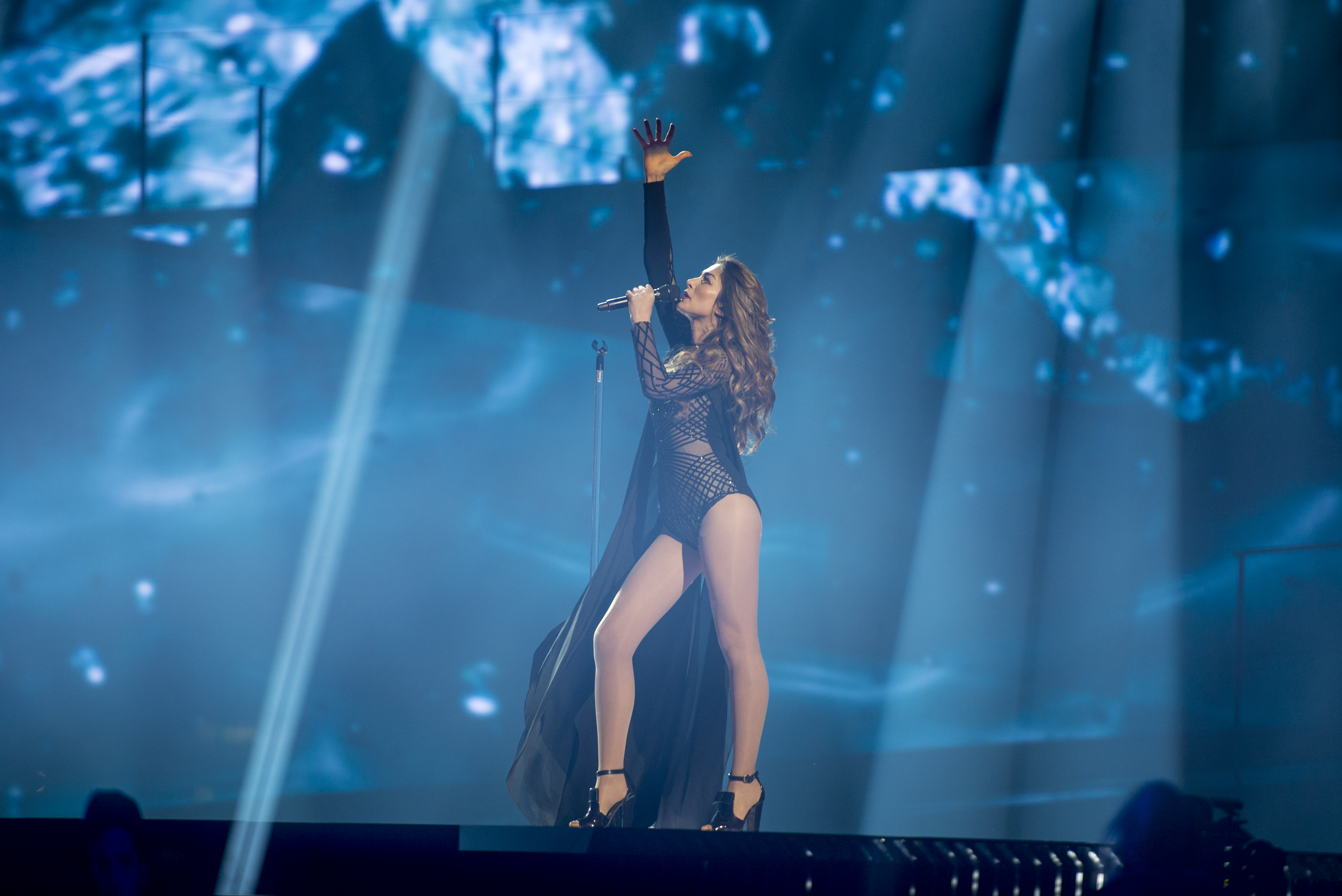
Iveta Mukuchyan em Estocolmo (2016)
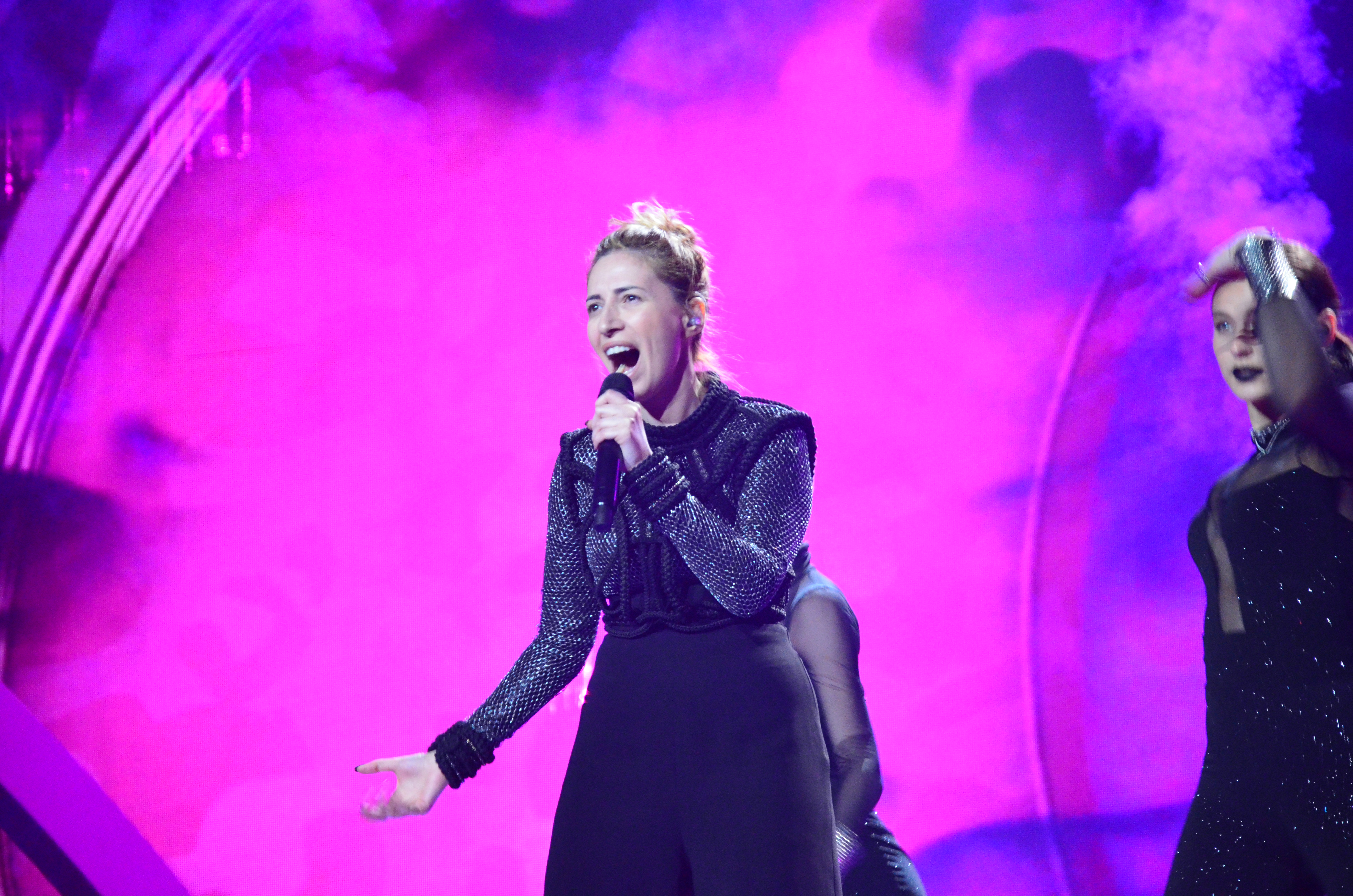
Artsvik em Kiev (2017)
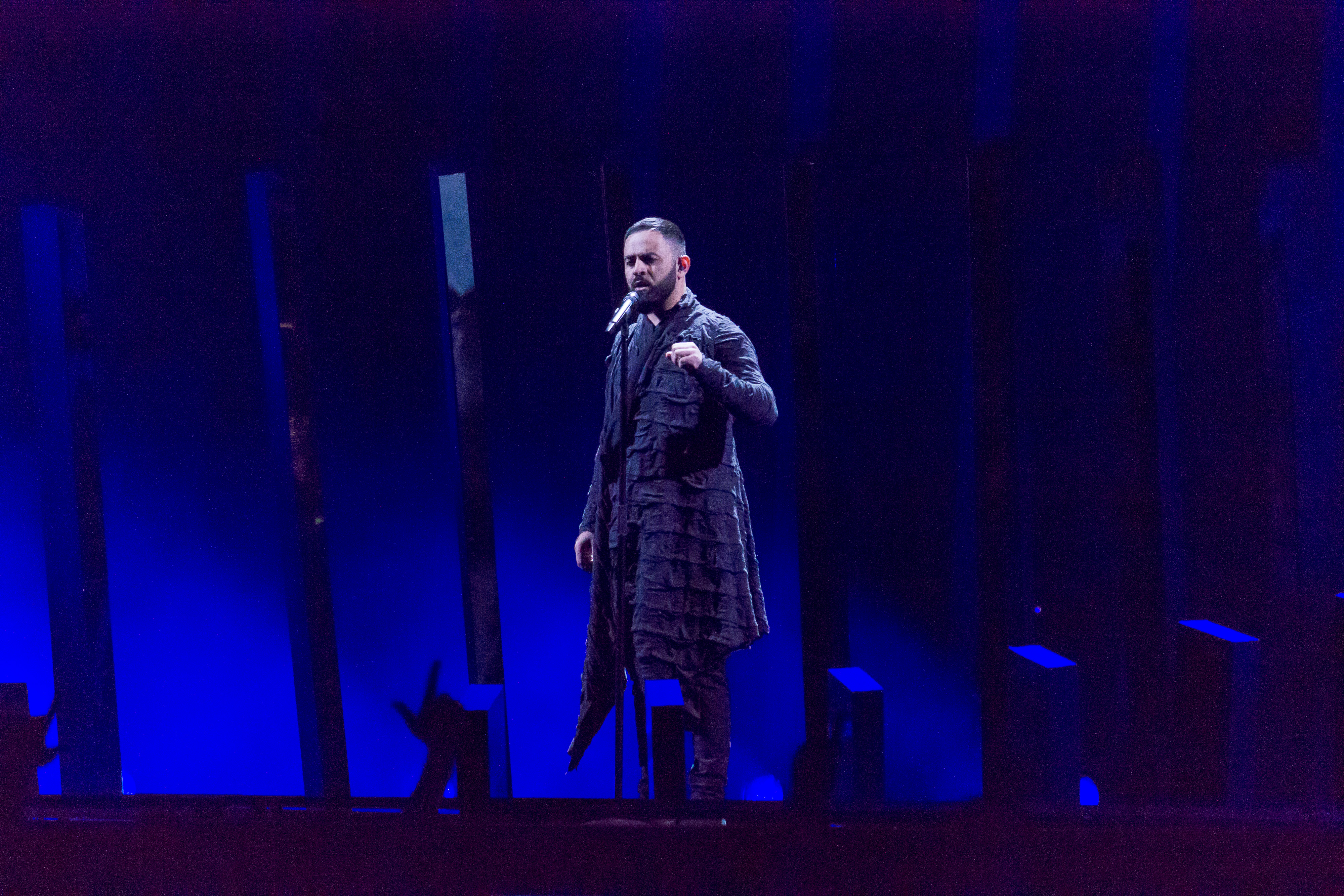
Sevak Khanagyan em Lisboa (2018)

## Participações
Legenda
     Vencedor
     2.º lugar
     3.º lugar
     Pontuação Nula ("Null Points")/Último Lugar
     Melhor classificação (fora do top 3)
     Qualificação para a final (fora do top 3)
     País-anfitrião
     Desclassificado
| #   | Ano             | Artista          | Canção                                                 | Língua           | Final                    | Pontos                   | Semi                     | Pontos                   |
| --- | --------------- | ---------------- | ------------------------------------------------------ | ---------------- | ------------------------ | ------------------------ | ------------------------ | ------------------------ |
| 1º  | Atenas 2006     | André            | "Without Your Love" Sem o teu amor                     | Inglês           | 8º                       | 129                      | 6º                       | 150                      |
| 2º  | Helsínquia 2007 | Hayko            | "Anytime You Need" Sempre Que Precisares               | Inglês & Arménio | 8º                       | 138                      | Top 10 no ano anterior   | Top 10 no ano anterior   |
| 3º  | Belgrado 2008   | Sirusho          | "Qélé, Qélé" (Քելե Քելե) Vamos lá, Vamos lá            | Inglês & Arménio | 4º                       | 199                      | 2º                       | 139                      |
| 4º  | Moscovo 2009    | Inga & Anush     | "Nor Par (Jan Jan)" (Ջան Ջան) Nova Dança (Meu Querido) | Arménio & Inglês | 10º                      | 92                       | 5º                       | 99                       |
| 5º  | Oslo 2010       | Eva Rivas        | "Apricot stone" Caroço de damasco                      | Inglês           | 7º                       | 141                      | 6º                       | 83                       |
| 6º  | Düsseldorf 2011 | Emmy             | "Boom Boom"                                            | Inglês           | Não se qualificou        | Não se qualificou        | 11º                      | 54                       |
|     | Baku 2012       | Não participou   | Não participou                                         | Não participou   | Não participou           | Não participou           | Não participou           | Não participou           |
| 7º  | Malmö 2013      | Dorians          | "Lonely Planet" Planeta solitário                      | Inglês           | 18º                      | 41                       | 7º                       | 69                       |
| 8º  | Copenhaga 2014  | Aram Mp3         | "Not Alone" Não estou sozinho                          | Inglês           | 4º                       | 174                      | 4º                       | 121                      |
| 9º  | Viena 2015      | Genealogy        | "Face the Shadow" Enfrentando a Sombra                 | Inglês           | 16º                      | 34                       | 7º                       | 77                       |
| 10º | Estocolmo 2016  | Iveta Mukuchyan  | "LoveWave" Onda do Amor                                | Inglês           | 7º                       | 249                      | 2º                       | 243                      |
| 11º | Kiev 2017       | Artsvik          | "Fly with me" Voa comigo                               | Inglês           | 18º                      | 79                       | 7º                       | 152                      |
| 12º | Lisboa 2018     | Sevak Khanagyan  | "Qami" (Քամի) Vento                                    | Arménio          | Não se qualificou        | Não se qualificou        | 15º                      | 79                       |
| 13º | Tel Aviv 2019   | Srbuk            | "Walking Out" Saindo                                   | Inglês           | Não se qualificou        | Não se qualificou        | 16º                      | 49                       |
|     | Roterdão 2020   | Athena Manoukian | "Chains On You" Correntes em você                      | Inglês           | A edição não se realizou | A edição não se realizou | A edição não se realizou | A edição não se realizou |
|     | Roterdão 2021   | Não participou   | Não participou                                         | Não participou   | Não participou           | Não participou           | Não participou           | Não participou           |
| 14º | Turim 2022      | Rosa Linn        | "Snap" Rutura                                          | Inglês           | 20º                      | 61                       | 5º                       | 187                      |
| 15º | Liverpool 2023  | Brunette         | "Future Lover" Futuro amante                           | Inglês & Arménio | 14º                      | 122                      | 6º                       | 99                       |
| 16º | Malmö 2024      | Ladaniva         | "Jako" (Ժակո)                                          | Arménio          | 8º                       | 183                      | 3º                       | 137                      |
| 17º | Basileia 2025   | Parg             | "Survivor" Sobrevivente                                | Inglês           | 20º                      | 72                       | 10º                      | 51                       |

| Ano             | Artista         | Canção              | Final             | Final             | Final             | Final             | Final             | Final             | Semi            | Semi            | Semi            | Semi            | Semi | Semi   |
| Ano             | Artista         | Canção              | Tlv.              | Pontos            | Júri              | Pontos            | Cl.               | Pontos            | Tlv.            | Pontos          | Júri            | Pontos          | Cl.  | Pontos |
| --------------- | --------------- | ------------------- | ----------------- | ----------------- | ----------------- | ----------------- | ----------------- | ----------------- | --------------- | --------------- | --------------- | --------------- | ---- | ------ |
| Moscovo 2009    | Inga & Anush    | "Nor Par (Jan Jan)" | 9º                | 111               | 15º               | 71                | 10º               | 92                | Apenas televoto | Apenas televoto | Apenas televoto | Apenas televoto | 5º   | 99     |
| Oslo 2010       | Eva Rivas       | "Apricot stone"     | 4º                | 166               | 10º               | 116               | 7º                | 141               | 6º              | 90              | 5º              | 84              | 6º   | 83     |
| Düsseldorf 2011 | Emmy            | "Boom Boom"         | Não se qualificou | Não se qualificou | Não se qualificou | Não se qualificou | Não se qualificou | Não se qualificou | 7º              | 75              | 15º             | 33              | 11º  | 54     |
| Malmö 2013      | Dorians         | "Lonely Planet"     | 15º               | 15.11             | 19º               | 14.44             | 18º               | 41                | 11º             | 9.44            | 7º              | 7.15            | 7º   | 69     |
| Copenhaga 2014  | Aram Mp3        | "Not Alone"         | 3º                | 193               | 5º                | 125               | 4º                | 174               | 4º              | 121             | 4º              | 102             | 4º   | 121    |
| Viena 2015      | Genealogy       | "Face the Shadow"   | 11º               | 77                | 24º               | 18                | 16º               | 34                | 6º              | 90              | 12º             | 54              | 7º   | 77     |
| Estocolmo 2016  | Iveta Mukuchyan | "LoveWave"          | 7º                | 134               | 10º               | 115               | 7º                | 249               | 4º              | 116             | 3º              | 127             | 2º   | 243    |
| Kiev 2017       | Artsvik         | "Fly with me"       | 18º               | 21                | 14º               | 58                | 18º               | 79                | 7º              | 65              | 6º              | 87              | 7º   | 152    |
| Lisboa 2018     | Sevak Khanagyan | "Qami"              | Não se qualificou | Não se qualificou | Não se qualificou | Não se qualificou | Não se qualificou | Não se qualificou | 14º             | 41              | 14º             | 38              | 15º  | 79     |
| Tel Aviv 2019   | Srbuk           | "Walking Out"       | Não se qualificou | Não se qualificou | Não se qualificou | Não se qualificou | Não se qualificou | Não se qualificou | 15º             | 23              | 14º             | 26              | 16º  | 49     |
| Turim 2022      | Rosa Linn       | "Snap"              | 17º               | 21                | 16º               | 40                | 20º               | 61                | 3º              | 105             | 6º              | 82              | 5º   | 187    |
| Liverpool 2023  | Brunette        | "Future Lover"      | 13º               | 53                | 12º               | 69                | 14º               | 122               | Apenas televoto | Apenas televoto | Apenas televoto | Apenas televoto | 6º   | 99     |
| Malmö 2024      | Ladaniva        | "Jako"              | 9º                | 82                | 9º                | 101               | 8º                | 183               | Apenas televoto | Apenas televoto | Apenas televoto | Apenas televoto | 3º   | 137    |
| Basileia 2025   | Parg            | "Survivor"          | 18º               | 30                | 18º               | 42                | 20º               | 72                | Apenas televoto | Apenas televoto | Apenas televoto | Apenas televoto | 10º  | 51     |

## Comentadores e porta-vozes
| Ano(s) | Comentador(es) de televisão           | Comentador(es) de televisão           | Comentador(es) de televisão           | Votação             | Votação          | Votação        | Votação            |
| Ano(s) | Primeira semifinal                    | Segunda semifinal                     | Final                                 | Porta-voz           | Idioma utilizado | Cidade         | Pano de fundo      |
| ------ | ------------------------------------- | ------------------------------------- | ------------------------------------- | ------------------- | ---------------- | -------------- | ------------------ |
| 2006   | Gohar Gasparyan & Felix Khachatryan   | Gohar Gasparyan & Felix Khachatryan   | Gohar Gasparyan & Felix Khachatryan   | Gohar Gasparyan     | Inglês           | Erevan         | Praça da República |
| 2007   | Gohar Gasparyan                       | Gohar Gasparyan                       | Gohar Gasparyan                       | Sirusho             | Inglês           | Erevan         | Praça da República |
| 2008   | Felix Khachatryan & Hrachuhi Utmazyan | Felix Khachatryan & Hrachuhi Utmazyan | Felix Khachatryan & Hrachuhi Utmazyan | Hrachuhi Utmazyan   | Inglês           | Erevan         | Praça da República |
| 2009   | Khoren Levonyan                       | Khoren Levonyan                       | Khoren Levonyan                       | Sirusho             | Inglês           | Erevan         | Praça da República |
| 2010   | Hrachuhi Utmazyan & Khoren Levonyan   | Hrachuhi Utmazyan & Khoren Levonyan   | Hrachuhi Utmazyan & Khoren Levonyan   | Nazeni Hovhannisyan | Inglês           | Erevan         | Praça da República |
| 2011   | Artak Vardanyan                       | Artak Vardanyan                       | Artak Vardanyan                       | Lusine Tovmasyan    | Inglês           | Erevan         | Praça da República |
| 2012   | Gohar Gasparyan & Artur Grigoryan     | Gohar Gasparyan & Artur Grigoryan     | Gohar Gasparyan & Artur Grigoryan     | Não participou      | Não participou   | Não participou | Não participou     |
| 2013   | André & Arevik Udumyan                | André & Arevik Udumyan                | Erik Antaranyan & Anna Avanesyan      | André               | Inglês           | Erevan         | Praça da República |
| 2014   | Erik Antaranyan & Anna Avanesyan      | Erik Antaranyan & Anna Avanesyan      | Arevik Udumyan & Tigran Danielyan     | Anna Avanesyan      | Inglês           | Erevan         | Praça da República |
| 2015   | Aram Mp3 & Erik Antaranyan            | Vahe Khanamiryan & Hermine Stepanyan  | Avet Barseghyan & Arevik Udumyan      | Lilit Muradyan      | Inglês           | Erevan         | Praça da República |
| 2016   | Avet Barseghyan                       | Avet Barseghyan                       | Avet Barseghyan                       | Arman Margaryan     | Inglês           | Erevan         | Praça da República |
| 2017   | Gohar Gasparyan & Avet Barseghyan     | Gohar Gasparyan & Avet Barseghyan     | Gohar Gasparyan & Avet Barseghyan     | Iveta Mukuchyan     | Inglês           | Erevan         | Praça da República |
| 2018   | por anunciar                          | por anunciar                          | por anunciar                          | por anunciar        | por anunciar     | por anunciar   | por anunciar       |

## Historial de votos (2006-2017)
| Arménia deu mais pontos a: | Arménia deu mais pontos a: | Arménia deu mais pontos a: |
| Rank                       | País                       | Pontos                     |
| -------------------------- | -------------------------- | -------------------------- |
| 1                          | Rússia                     | 181                        |
| 2                          | Geórgia                    | 141                        |
| 3                          | Grécia                     | 136                        |
| 4                          | Ucrânia                    | 98                         |
| 5                          | Chipre                     | 80                         |

| Arménia recebeu mais pontos a: | Arménia recebeu mais pontos a: | Arménia recebeu mais pontos a: |
| Rank                           | País                           | Pontos                         |
| ------------------------------ | ------------------------------ | ------------------------------ |
| 1                              | Rússia                         | 171                            |
| 2                              | Grécia                         | 153                            |
| 3                              | Geórgia                        | 146                            |
| 4                              | França                         | 142                            |
| 5                              | Países Baixos                  | 134                            |

## Prémios recebidos

### Marcel Bezençon Awards
| Ano  | Artista(s) | Canção                   | Anfitriã | Categoria | Classificação na final | Pontos |
| ---- | ---------- | ------------------------ | -------- | --------- | ---------------------- | ------ |
| 2008 | Sirusho    | "Qele, Qele" (Քելե Քելե) | Belgrado | Prémio Fã | 4.º                    | 199    |